# Lupita Torrentera
María Guadalupe Torrentera y Bablot (Tacubaya, Ciudad de México, 2 de noviembre de 1931-Cuernavaca, Morelos, 24 de abril de 2025), conocida como Lupita Torrentera, fue una actriz y bailarina mexicana. 
Entre sus trabajos más destacados se encuentra su participación en las películas: Historia de un gran amor (1942),  Los miserables (1943), La vida inútil de Pito Pérez (1944) y Un ingeniero en la capital (1999).

## Biografía y carrera

### Primeros años
María Guadalupe Torrentera y Bablot	nació el 2 de noviembre de 1931 en Tacubaya, Ciudad de México, siendo hija de Ernesto Torrentera Linaje y Margarita Bablot Morales, y hermana de Ernesto, Jorge, Carmela, Martha, Juanita, y Lucero. Adicionalmente, tuvo cuatro hermanastros del primer matrimonio de su mamá con un hombre llamado José Ayluardo, cuyos nombres eran Antonio, Carlos, Mario, y Piedad. El padre de su abuelo materno Rafael Bablot Peña, era el músico y periodista francés Alfredo Bablot, quien a su vez fue su bisabuelo. Este último fundó el extinto periódico El Daguerrotipo, que más tarde pasó a llamarse El Telégrafo, de 1871 a 1878, fue propietario y director del también retirado periódico El Federalista, se desempeñó como el primer director extranjero del entonces conocido como Conservatorio Nacional de Música y Declamación, puesto que mantuvo desde 1881, hasta su fallecimiento ocurrido el 7 de abril de 1892, y en 1889, incursiono brevemente como secretario de la Comisión Mexicana en la Exposición de París.

### Relación con Pedro Infante
Gracias a su gusto por la danza, desde que era una niña se inició como bailarina, hecho que la llevó a presentarse en algunos centros nocturnos y teatros de la ciudad. Sus presentaciones de baile lograron cosechar buena recepción del público, lo que la llevó a incursionar en el cine como actriz infantil, debutando a los 11 años de edad con un pequeño papel, en la película Historia de un gran amor, estrenada en 1942. En los sets de grabación de dicha cinta, conoció por primera vez al actor y cantante Pedro Infante, ya que este era el encargado de interpretar el tema principal del filme; aunque se desconoce si tuvieron algún tipo de acercamiento. Más adelante lo volvió a ver afuera de su casa, y en la estación de radio XEW, donde el cantante y actor Miguel Aceves Mejía, se lo presentó. Cuando ambos volvieron a coincidir mientras se hallaban en el Teatro Follies Bergere y fueron nuevamente presentados por un empresario del lugar, los dos finalmente entablaron una amistad, en medio de la cual Infante empezó a cortejarla. Después de que este se le declaró y la beso en un baile llevado a cabo en el teatro Minuit, la actriz decidió irse a vivir con él en 1945, cuando tenía 14 años, y él 28; desconociendo por completo que era un hombre casado, y a pesar de que su madre había intentado separarlos en varias ocasiones.
En los antecedentes de su enredo con Pedro, destacan dos accidentes aéreos que sufrieron juntos, uno en el que resultaron ilesos, y otro en el que no, este acaecido el 22 de mayo de 1949, cuando los dos se encontraban en un vuelo que salió del aeropuerto de Acapulco con destino a Ciudad de México. El piloto era Infante, pero la avioneta tipo Cessna T-50 que volaba se quedó sin combustible. Por este motivo, intentó realizar un aterrizaje de emergencia en las cercanías de Zitácuaro, Michoacán, y en un inicio pensó hacerlo en la carretera, pero cuando se percató que había un terreno decidió hacerlo ahí. Al ejecutar la maniobra de aterrizaje, la superficie del terrenal tenía la tierra sembrada, por lo que el avión ligero golpeó dos veces el suelo, antes de que se volteara y se accidentaran. El actor sufrió varios golpes, la pérdida de la audición en un oído, y una severa lesión en la cabeza, desde la parte media de la frente hasta la oreja izquierda, herida que lo llevó ha ser intervenido quirúrgicamente para colocarle una placa de platino. Malherido, logró salir de entre los restos de la aeronave para auxiliar a Lupita, quien se encontraba inconsciente y con una hemorragia en la cabeza, que él le cubrió para intentar detenerla. Al parar un poco su herida, Infante caminó unos dos kilómetros pidiendo auxilio a las primeras personas y autoridades que encontró. Se dice que dicho accidente aéreo fue el que provocó que desde ese momento, la segunda vida amorosa del artista quedara al descubierto. Unido a lo anterior, esa sería la razón por la que, después de siete años de relación, Lupita lo dejó al enterarse de su matrimonio con María Luisa León Rosas; suceso que también provocó el enojo de la madre de Torrentera, por lo cual intentó quemar la casa del actor, sin tener éxito. Asimismo, a partir de 1949, el histrión había comenzado otra relación con Irma Dorantes, una joven actriz de 15 años, con quien se casó ilegalmente el 10 de marzo de 1953, a pesar de que su divorcio con María Luisa se consumo oficialmente hasta el 9 de abril de 1957, por ende, la unión entre ambos fue anulada el mismo día por una ratificación de la Suprema Corte de Justicia. Los dos evitaron enfrentar un juicio por el delito de bigamia, debido a que Pedro falleció el 15 de abril de 1957, en un accidente de aviación. Torrentera comentó que Dorantes además, le hacía llamadas telefónicas restregándole que ella había estado con el artista, siendo este otro de los detonantes que la hicieron tomar la decisión de abandonarlo.
De su romance con Infante, nacieron tres de sus hijos. Primero fue la niña Graciela Infante Torrentera, cuyo año exacto de concepción se desconoce y varía entre el 26 de septiembre de 1947, o 1948. Graciela falleció el 1 de febrero de 1949 a los un año tres meses de edad, a causa de poliomielitis anterior aguda. Su segundo hijo juntos fue el niño Pedro Infante Torrentera, nacido el 31 de marzo de 1950, y fallecido el 1 de abril de 2009, a causa de suicidio, cometido apuñalándose a sí mismo el estómago en doce ocasiones; acción que probablemente se desencadeno a raíz de una depresión que le surgió por varios problemas de salud que padecía. Al igual que su madre y su padre, utilizando el nombre de Pedro Infante Jr., este incursiono en el cine y tuvo una breve carrera musical. Finalmente, su último bebe con Pedro fue una niña nacida el 3 de octubre de 1951, a la que bautizaron con el nombre de Guadalupe Infante Torrentera. Siguiendo los pasos de sus padres y su hermano, también tuvo una corta carrera como actriz y cantante, misma en la que se presentó usando el nombre de Lupita Infante Torrentera. Dicha labor la abandonó para centrarse en su activismo en relación con el cuidado y propaganda del legado de su padre. Tras varios rumores que se crearon en torno al por qué no había asistido al funeral de Pedro, confesó que su razón para no ir al velatorio, fue por el miedo a que eso significara una falta de respeto a su matrimonio y afectara la imagen de su esposo, León Michel. Michel era un locutor y actor ocasional, con quien se casó al terminar su amorío con Infante, además de ser el hombre con el que engendró a sus otros tres hijos, dos mujeres y un hombre; Lucero, León y Eva. Estuvieron juntos durante 19 años, hasta que con el tiempo se divorciaron, y Michel contrajo matrimonio con una mujer llamada María Zamora. Ella en cambio nunca volvió a casarse, ni a tener otra pareja. De acuerdo a Torrentera, Infante siguió buscándola aún sabiendo que estaba casada con Michel, e incluso le pidió divorciarse y regresar con él, añadiendo que de no haber sido por su muerte, si lo hubiera hecho.

### Incursión actoral y vida posterior
Su carrera cinematográfica fue intermitente y con pocas producciones realizadas, pues luego de la cinta Historia de un gran amor de 1942, otros filmes que realizó durante el transcurso de la Época de Oro del cine mexicano, incluyeron Los miserables de 1943, La vida inútil de Pito Pérez de 1944, La mujer que engañamos de 1945, y Coqueta de 1949. Posteriormente y al pasar un largo tiempo desde su último trabajo filmográfico, regresó en 1989 para aparecer en la película Secta satánica: el enviado del señor, así pues volvió a alejarse del cine hasta finales de los noventa, cuando intervino en las cintas El séptimo asalto y El charro más naco del ejido, ambas de 1998, y Un ingeniero en la capital de 1999. Su último año profesional en activo fue en 2002, apareciendo en el filme El callejón de los cholos, para después pasar a retirarse completamente del medio artístico, únicamente haciendo apariciones públicas en algunos eventos conmemorativos en memoria de Pedro Infante y en emisiones especiales, incluida una participación en 2018 junto a su hija Lupita Infante, en el programa Janett Arceo y la mujer actual, presentado por la actriz Janet Arceo.

## Muerte
El 24 de abril de 2025, Torrentera falleció por causas naturales en el asilo «Las Maravillas de Cuernavaca» en Cuernavaca, Morelos, a los 93 años de edad. Su cuerpo fue cremado y sus cenizas fueron entregadas a sus familiares.

## Filmografía
| Año  | Título                               | Papel                     |
| ---- | ------------------------------------ | ------------------------- |
| 1942 | Historia de un gran amor             | Soledad de niña           |
| 1943 | Los miserables                       | Azelma                    |
| 1944 | La vida inútil de Pito Pérez         | Irene                     |
| 1945 | La mujer que engañamos               | Clemencita adolescente    |
| 1949 | Coqueta                              | Bailarina (no acreditada) |
| 1989 | Secta satánica: el enviado del señor | Madre de Lucrecia         |
| 1998 | El séptimo asalto                    |                           |
| 1998 | El charro más naco del ejido         |                           |
| 1999 | Un ingeniero en la capital           | Madre de Pedro            |
| 2002 | El callejón de los cholos            | Madre                     |